# Meghahatuburu Forest Village
Meghahatuburu Forest Village è una suddivisione dell'India, classificata come census town, di 6.879 abitanti, situata nel distretto del Singhbhum Occidentale, nello stato federato del Jharkhand. In base al numero di abitanti la città rientra nella classe V (da 5.000 a 9.999 persone).

## Geografia fisica
La città è situata a 22° 04' 21 N e 85° 15' 21 E.

## Società

### Evoluzione demografica
Al censimento del 2001 la popolazione di Meghahatuburu Forest Village assommava a 6.879 persone, delle quali 3.648 maschi e 3.231 femmine. I bambini di età inferiore o uguale ai sei anni assommavano a 910, dei quali 472 maschi e 438 femmine. Infine, coloro che erano in grado di saper almeno leggere e scrivere erano 5.118, dei quali 2.990 maschi e 2.128 femmine.